# Condado de Windsor
O Condado de Windsor (em inglês:  Windsor County) é um dos 14 condados do estado americano de Vermont. A sede do condado é Woodstock e sua maior cidade é Hartford. Foi fundado em 1781.
O condado possui uma área de 2 530 km², dos quais 2 510 km² estão cobertos por terra e 19 km² por água, uma população de 56 670 habitantes, e uma densidade populacional de 22,6 hab/km² (segundo o censo nacional de 2010). É o quarto condado mais populoso de Vermont.